# Liste des distinctions de Super Junior
Cet article est la liste des récompenses et des nominations de Super Junior.
Super Junior (coréen: 슈퍼주니어), souvent appelé SJ ou SuJu (coréen: 슈주), est un boys band sud-coréen formé à Séoul par la SM Entertainment en 2005. Il est composé aujourd'hui de onze membres : Leeteuk (le leader), Hee-chul, Yesung, Kangin, Shindong, Sung-min, Eunhyuk, Dong-hae, Si-won, Ryeo-wook, et Kyu-hyun.

## En Corée

### Asia Artist Awards
| Année | Titre                         | Travail nommé | Résultat   |
| ----- | ----------------------------- | ------------- | ---------- |
| 2016  | Most Popular Artists (Singer) | Super Junior  | Nomination |
| 2017  | AAA Fabulous Award            | Super Junior  | Lauréat    |
| 2017  | Legend Award                  | Super Junior  | Lauréat    |

### Golden Disk Awards
| Année | Titre                         | Travail nommé       | Résultat   | Réf.              |
| ----- | ----------------------------- | ------------------- | ---------- | ----------------- |
| 2006  | Newcomer of the Year          | Super Junior        | Lauréat    |                   |
| 2006  | Popular Music Video Award     | "U"                 | Lauréat    |                   |
| 2007  | Disk Daesang                  | Don't Don           | Nomination |                   |
| 2007  | Disk Bonsang                  | Don't Don           | Lauréat    |                   |
| 2007  | TPL Anycall Popularity Award  | Super Junior        | Lauréat    |                   |
| 2009  | Disk Daesang                  | Sorry, Sorry        | Lauréat    | [ 1 ]             |
| 2009  | Disk Bonsang                  | Sorry, Sorry        | Lauréat    | [ 1 ]             |
| 2009  | Samsung YEPP Popularity Award | Super Junior        | Lauréat    | [ 1 ]             |
| 2010  | Disk Daesang                  | Bonamana            | Nomination |                   |
| 2010  | Disk Bonsang                  | Bonamana            | Lauréat    |                   |
| 2010  | Popularity Award              | Super Junior        | Nomination |                   |
| 2010  | Asian Popularity Award        | Super Junior        | Lauréat    |                   |
| 2011  | Disk Daesang                  | Mr. Simple          | Lauréat    | [ 2 ]             |
| 2011  | Disk Bonsang                  | Mr. Simple          | Lauréat    | [ 2 ]             |
| 2011  | Popularity Award              | Super Junior        | Lauréat    | [ 2 ]             |
| 2011  | MSN Japan Popularity Award    | Super Junior        | Lauréat    | [ 2 ]             |
| 2012  | Disk Daesang                  | Sexy, Free & Single | Lauréat    | [ 3 ]             |
| 2012  | Disk Bonsang                  | Sexy, Free & Single | Lauréat    | [ 3 ]             |
| 2012  | MSN Southeast Asian Award     | Super Junior        | Lauréat    | [ 3 ]             |
| 2014  | Disk Bonsang                  | Mamacita            | Lauréat    |                   |
| 2017  | Disk Bonsang                  | Play                | Lauréat    | [réf. nécessaire] |

### Mnet Asian Music Awards
| Année | Titre                               | Travail nommé       | Résultat   | Réf.          |
| ----- | ----------------------------------- | ------------------- | ---------- | ------------- |
| 2006  | Best New Group                      | "U"                 | Lauréat    | [ 4 ]         |
| 2006  | Best Dance Performance              | "U"                 | Nomination | [ 4 ]         |
| 2007  | Artist of the Year (Daesang Award)  | Super Junior        | Lauréat    | ,             |
| 2007  | Best Male Group                     | Don't Don           | Nomination | ,             |
| 2007  | Best Dance Performance              | Don't Don           | Nomination | ,             |
| 2007  | Auction Netizen Popularity          | Super Junior        | Lauréat    | ,             |
| 2007  | Mobile Popularity                   | Super Junior        | Lauréat    | ,             |
| 2009  | Best Male Group                     | "Sorry, Sorry"      | Nomination | [ 7 ]         |
| 2009  | Best Dance Performance              | "Sorry, Sorry"      | Nomination | [ 7 ]         |
| 2010  | Album of the Year (Daesang Award)   | Bonamana            | Nomination | ,             |
| 2010  | Best Male Group                     | Super Junior        | Nomination | ,             |
| 2010  | Best Dance Performance - Male       | Bonamana            | Nomination | ,             |
| 2011  | Album of the Year (Daesang Award)   | Mr. Simple          | Lauréat    | [ 10 ]        |
| 2011  | [Best Male Group                    | Super Junior        | Lauréat    | [ 10 ]        |
| 2011  | Best Dance Performance - Male Group | "Mr. Simple"        | Nomination | [ 10 ]        |
| 2011  | Singapore's Choice Award            | Super Junior        | Lauréat    | [ 10 ]        |
| 2012  | Album of The Year (Daesang Award)   | Sexy, Free & Single | Lauréat    | [ 11 ] [ 12 ] |
| 2012  | Song of the Year (Daesang Award)    | Sexy, Free & Single | Nomination | [ 11 ] [ 12 ] |
| 2012  | Artist of the Year (Daesang Award)  | Super Junior        | Nomination | [ 11 ] [ 12 ] |
| 2012  | Best Global Group - Male            | Super Junior        | Lauréat    | [ 11 ] [ 12 ] |
| 2012  | Best Male Group                     | Super Junior        | Nomination | [ 11 ] [ 12 ] |
| 2012  | Best Dance Performance - Male       | Sexy, Free & Single | Nomination | [ 11 ] [ 12 ] |
| 2012  | Best Line Award                     | Super Junior        | Lauréat    | [ 11 ] [ 12 ] |
| 2014  | Best Male Group                     | Super Junior        | Nomination |               |
| 2014  | Artist of the Year (Daesang Award)  | Super Junior        | Nomination |               |

### Seoul Music Awards
| #   | Année | Titre                | Travail nommé       | Résultat   | Réf.   |
| --- | ----- | -------------------- | ------------------- | ---------- | ------ |
| 15e | 2006  | Best New Group       | Super Junior        | Lauréat    |        |
| 15e | 2006  | Mobile Popularity    | Super Junior        | Lauréat    |        |
| 17e | 2008  | Daesang              | Don't Don           | Nomination | [ 13 ] |
| 17e | 2008  | Bonsang              | Don't Don           | Lauréat    | [ 13 ] |
| 17e | 2008  | Mobile Popularity    | Super Junior        | Lauréat    | [ 13 ] |
| 19e | 2009  | Daesang              | Sorry Sorry         | Nomination | [ 14 ] |
| 19e | 2009  | Bonsang              | Sorry Sorry         | Lauréat    | [ 14 ] |
| 19e | 2009  | Mobile Popularity    | Super Junior        | Lauréat    | [ 14 ] |
| 19e | 2009  | Hallyu Special Award | Super Junior        | Lauréat    | [ 14 ] |
| 20e | 2010  | Bonsang              | Bonamana            | Nomination | [ 15 ] |
| 20e | 2010  | Popularity Award     | Super Junior        | Nomination | [ 15 ] |
| 21e | 2011  | Daesang              | Mr. Simple          | Lauréat    | [ 16 ] |
| 21e | 2011  | Bonsang              | Mr. Simple          | Lauréat    | [ 16 ] |
| 21e | 2011  | Popularity Award     | Super Junior        | Nomination | [ 16 ] |
| 22e | 2012  | Daesang              | Sexy, Free & Single | Nomination | [ 17 ] |
| 22e | 2012  | Bonsang              | Sexy, Free & Single | Lauréat    | [ 17 ] |
| 22e | 2012  | Hallyu Special Award | Super Junior        | Lauréat    | [ 17 ] |
| 24e | 2014  | Bonsang              | Mamacita (album)    | Lauréat    |        |

### Gaon Chart K-Pop Awards
| #   | Année | Titre                                    | Travail nommé       | Résultat | Réf.   |
| --- | ----- | ---------------------------------------- | ------------------- | -------- | ------ |
| 1re | 2011  | Artist of the Year (Album) - 3rd Quarter | Mr. Simple          | Lauréat  |        |
| 2e  | 2012  | Artist of the Year (Album) - 3rd Quarter | Sexy, Free & Single | Lauréat  |        |
| 4e  | 2014  | Artist of the Year (Album) - 3rd Quarter | Mamacita            | Lauréat  | [ 18 ] |
| 4e  | 2014  | Artist of the Year (Album) - 4th Quarter | This Is Love        | Lauréat  | [ 18 ] |
| 4e  | 2014  | Gaon Chart Weibo Kpop Star Award         | Super Junior        | Lauréat  | [ 18 ] |

### Melon Music Awards
| Année | Titre                              | Travail nommé | Résultat   | Réf.   |
| ----- | ---------------------------------- | ------------- | ---------- | ------ |
| 2009  | Daesang Award                      | Sorry, Sorry  | Nomination |        |
| 2009  | Song of the Year (Digital Daesang) | Sorry, Sorry  | Nomination |        |
| 2009  | Top 10 Artist Winners (Bonsang)    | Sorry, Sorry  | Lauréat    |        |
| 2009  | Star of the Year                   | Super Junior  | Nomination |        |
| 2009  | Mania of the Year                  | Super Junior  | Nomination |        |
| 2010  | Netizen Popularity Battle Award    | Super Junior  | Lauréat    |        |
| 2011  | Daesang Award                      | Mr. Simple    | Nomination | [ 19 ] |
| 2011  | Top 10 Artist Winners (Bonsang)    | Mr. Simple    | Lauréat    | [ 19 ] |
| 2011  | Netizen Popularity Battle Award    | Super Junior  | Lauréat    | [ 19 ] |
| 2012  | Global Star Award                  | Super Junior  | Nomination |        |

### Mnet 20's Choice Awards
| Année | Titre                       | Travail nommé | Résultat | Réf.   |
| ----- | --------------------------- | ------------- | -------- | ------ |
| 2007  | Best Dresser on Blue Carpet | Super Junior  | Lauréat  |        |
| 2007  | Best New Asian Artist       | Super Junior  | Lauréat  |        |
| 2007  | Best Group                  | Super Junior  | Lauréat  |        |
| 2007  | Best Performer              | Super Junior  | Lauréat  |        |
| 2012  | 20′s Global Star            | Super Junior  | Lauréat  | [ 20 ] |

## Autres

### En Corée
| Année                                 | Titre                                         | Travail nommé                      | Résultat   | Réf.   |
| ------------------------------------- | --------------------------------------------- | ---------------------------------- | ---------- | ------ |
| Korean Television Arts Awards         |                                               |                                    |            |        |
| 2006                                  | Best Group                                    | Super Junior                       | Lauréat    |        |
| Korean Visual Arts Awards             |                                               |                                    |            |        |
| 2006                                  | Most Photogenic                               | Super Junior                       | Lauréat    |        |
| Korean Digital Music Awards           |                                               |                                    |            |        |
| 2006                                  | Best New Group                                | Super Junior                       | Lauréat    |        |
| Korean Entertainment Arts Awards      |                                               |                                    |            |        |
| 2007                                  | Best Male Dance Group Awards                  | Don't Don                          | Lauréat    |        |
| 2012                                  | Best Artist Group                             | Super Junior                       | Lauréat    | [ 21 ] |
| Korean Culture & Entertainment Awards |                                               |                                    |            |        |
| 2013                                  | Favorite Artist                               | Super Junior                       | Nomination |        |
| SBS Song Awards                       |                                               |                                    |            |        |
| 2006                                  | Best New Male Group                           | Super Junior                       | Lauréat    |        |
| 2006                                  | Top Artists                                   | Super Junior                       | Nomination |        |
| Asia Songs Festival                   |                                               |                                    |            |        |
| 2007                                  | Appreciation Award                            | Super Junior                       | Lauréat    |        |
| 2009                                  | Asian Best Group                              | Super Junior                       | Lauréat    |        |
| 2011                                  | The Highest Asia Singer Award                 | Super Junior                       | Lauréat    |        |
| Korea Best Dresser Swan Awards        |                                               |                                    |            |        |
| 2007                                  | Best Dressed Singer                           | Super Junior                       | Lauréat    |        |
| 2011                                  | Best Dressed Singer                           | Super Junior                       | Lauréat    | [ 22 ] |
| Korean Popular Entertainment Awards   |                                               |                                    |            |        |
| 2007                                  | New Generation Artist of the Year             | Super Junior                       | Lauréat    |        |
| 2007                                  | Top Artist                                    | Super Junior                       | Lauréat    |        |
| 2008                                  | Special Award                                 | Super Junior                       | Lauréat    |        |
| Gaon Chart Awards                     |                                               |                                    |            |        |
| 2009                                  | Album of The Year                             | Sorry, Sorry                       | Lauréat    |        |
| 2011                                  | Top Selling Album of 2010                     | Bonamana                           | Lauréat    | [ 23 ] |
| Korean Popular Culture and Art Awards |                                               |                                    |            |        |
| 2010                                  | Minister Commendation for Culture and Tourism | Super Junior                       | Lauréat    |        |
| 6th Korea in Motion Festival          |                                               |                                    |            |        |
| 2011                                  | Most Popular Music                            | "Mr. Simple"                       | Lauréat    |        |
| The 2011 YouTube K-Pop Awards         |                                               |                                    |            |        |
| 2011                                  | Most Viewed Video of The Year                 | "Mr. Simple"                       | Lauréat    | [ 24 ] |
| MBC Entertainment Awards              |                                               |                                    |            |        |
| 2011                                  | Special Award (Singer Division)               | Super Junior                       | Lauréat    | [ 25 ] |
| Bugs Music Awards                     |                                               |                                    |            |        |
| 2010                                  | Senior Idol                                   | Super Junior                       | Lauréat    | [ 26 ] |
| 2011                                  | Netizen Popularity Award                      | Super Junior                       | Lauréat    | [ 27 ] |
| 2011                                  | Best Male Group                               | Super Junior                       | Lauréat    | [ 27 ] |
| 2012 Mnet KPOP Idol Championship      |                                               |                                    |            |        |
| 2012                                  | Silver Medal                                  | Super Junior                       | Lauréat    | [ 28 ] |
| Hanteo Awards                         |                                               |                                    |            |        |
| 2010                                  | Album Award                                   | Bonamana                           | Lauréat    | [ 29 ] |
| 2011                                  | Album Award                                   | Mr. Simple                         | Lauréat    | ,      |
| 2011                                  | Singer Award (Album-based)                    | Super Junior (Mr. Simple)          | Lauréat    | ,      |
| 2012                                  | Album Award                                   | Sexy, Free & Single                | Lauréat    | ,      |
| 2012                                  | Singer Award (Album-based)                    | Super Junior (Sexy, Free & Single) | Lauréat    | ,      |
| 2012 Style Icon Awards                |                                               |                                    |            |        |
| 2012                                  | Teen Style Icon                               | Super Junior                       | Lauréat    | [ 34 ] |
| International 3D Festival             |                                               |                                    |            |        |
| 2012                                  | Work of Art Award                             | Super Show 4 Concert in 3D         | Lauréat    | [ 35 ] |
| SBS MTV Best of the Best              |                                               |                                    |            |        |
| 2011                                  | Super Junior vs Bigbang                       | Super Junior                       | Lauréat    |        |
| 2012                                  | Best Global Video                             | Super Junior                       | Lauréat    | [ 36 ] |
| 2012                                  | Best Male Group                               | Super Junior                       | Nomination | [ 36 ] |
| 2012                                  | Artist of the Year                            | Super Junior                       | Lauréat    | [ 36 ] |

### À l'international
| Année                                                        | Titre                                         | Travail nommé          | Résultat   | Réf.   |
| ------------------------------------------------------------ | --------------------------------------------- | ---------------------- | ---------- | ------ |
| Thailand Asia SEED Awards                                    |                                               |                        |            |        |
| 2007                                                         | Best New Asian Artist                         | Super Junior           | Lauréat    |        |
| 2010                                                         | Best Asian Artist                             | Super Junior           | Lauréat    |        |
| 2011                                                         | Popular Asia Artist of The Year               | Super Junior           | Lauréat    |        |
| Southeast Explosive Music Chart Awards                       |                                               |                        |            |        |
| 2007                                                         | Most Favorite Overseas Group                  | Super Junior           | Nomination |        |
| China Tencent Stars Magnificent Ceremony                     |                                               |                        |            |        |
| 2007                                                         | Asia's Artist of the Year                     | Super Junior           | Lauréat    |        |
| Asia Model Award Ceremony                                    |                                               |                        |            |        |
| 2008                                                         | Entertainment: Asia Special Award             | Super Junior           | Lauréat    |        |
| MTV Asia Awards                                              |                                               |                        |            |        |
| 2008                                                         | Favorite Artist of Korea                      | Super Junior           | Lauréat    |        |
| Shanghai International Art Festival                          |                                               |                        |            |        |
| 2009                                                         | Medal of Appreciation                         | Super Junior           | Lauréat    | [ 37 ] |
| Mashable Awards                                              |                                               |                        |            |        |
| 2010                                                         | Must Follow Personality                       | Super Junior           | Lauréat    | [ 38 ] |
| 2011                                                         | Viral Video of the Year                       | Mr. Simple             | Lauréat    | [ 39 ] |
| 2011                                                         | Must Follow Musician on Social Media          | Super Junior           | Lauréat    | [ 39 ] |
| 2011                                                         | Best Mobile Game                              | Super Junior SHAKE     | Lauréat    | [ 39 ] |
| Philippines ASAP Viewers Choice Awards                       |                                               |                        |            |        |
| 2010                                                         | Best Korean Artist                            | Super Junior           | Lauréat    | [ 40 ] |
| Yahoo! Asia Buzz Awards                                      |                                               |                        |            |        |
| 2010                                                         | Top Buzz Overseas Group                       | Super Junior           | Lauréat    | [ 41 ] |
| 2011                                                         | Taiwan's Top Searched Group                   | Super Junior           | Lauréat    | [ 42 ] |
| 2011                                                         | Hong Kong's Top Searched Group                | Super Junior           | Lauréat    | [ 42 ] |
| 2011                                                         | Korea's Top Searched Group                    | Super Junior           | Lauréat    | [ 42 ] |
| 2011                                                         | Asia's Top Searched Group                     | Super Junior           | Lauréat    | [ 42 ] |
| 2012                                                         | Asia's Top Searched Group Artists             | Super Junior           | Lauréat    | [ 43 ] |
| 2012                                                         | Hong Kong's Top Searched Artists              | Super Junior           | Lauréat    | [ 43 ] |
| 2012                                                         | Korea's Top Searched Group Artists            | Super Junior           | Lauréat    | [ 43 ] |
| IFPI (Hong Kong Top Sales Music Award)                       |                                               |                        |            |        |
| 2011                                                         | Best Sales Releases (japonaises et coréennes) | ACHA                   | Lauréat    |        |
| 2012                                                         | Best Sales Releases (japonaises et coréennes) | Sexy, Free & Single    | Lauréat    |        |
| 2012                                                         | Best Sales Releases (japonaises et coréennes) | Super Show 3 DVD       | Lauréat    |        |
| 2013                                                         | Best Sales Releases (japonaises et coréennes) | Super Show 4 DVD       | Lauréat    | [ 44 ] |
| 2014                                                         | Best Sales Releases (japonaises et coréennes) | Mamacita               | Lauréat    |        |
| 2014                                                         | Best Sales Releases (japonaises et coréennes) | This Is Love           | Lauréat    |        |
| Global Chinese Golden Chart Awards                           |                                               |                        |            |        |
| 2011                                                         | Best Japan/Korea Album of The Year            | Bonamana               | Lauréat    | [ 45 ] |
| Taiwan KKBOX Music Awards                                    |                                               |                        |            |        |
| 2012                                                         | Best Korean Singer of the Year                | Super Junior           | Lauréat    | [ 46 ] |
| 2013                                                         | Best Korean Artist                            | Super Junior           | Lauréat    | [ 47 ] |
| 2015                                                         | Best Korean Artist                            | Super Junior           | Lauréat    |        |
| MYX Music Awards                                             |                                               |                        |            |        |
| 2012                                                         | Favorite K-Pop Video                          | "Mr. Simple"           | Lauréat    | [ 48 ] |
| 2013                                                         | Favorite K-Pop Video                          | "Sexy, Free & Single"  | Lauréat    | [ 49 ] |
| Singapore's e-Awards                                         |                                               |                        |            |        |
| 2012                                                         | Most Popular 'U-Weekly' Cover                 | Super Junior           | Lauréat    | [ 50 ] |
| 2012                                                         | Most Popular Korea Artist                     | Super Junior           | Lauréat    | [ 50 ] |
| 2012                                                         | Most Popular Group                            | Super Junior           | Lauréat    | [ 50 ] |
| 2013                                                         | Most Popular Music Video (K-pop)              | Sexy, Free & Single    | Lauréat    | [ 51 ] |
| 2013                                                         | Most Popular Korean Singer                    | Super Junior           | Lauréat    | [ 51 ] |
| 2013                                                         | Most Popular 'U-Weekly' Cover                 | Super Junior           | Nomination | [ 51 ] |
| 2014                                                         | Most Popular Korean Singer                    | Super Junior           | Lauréat    |        |
| 2014                                                         | Most Popular 'U-Weekly' Cover                 | Super Junior           | Lauréat    |        |
| Taiwan HITO Music Awards                                     |                                               |                        |            |        |
| 2012                                                         | JKpop Song of The Year                        | "Mr. Simple"           | Lauréat    |        |
| Thailand Bang Awards                                         |                                               |                        |            |        |
| 2012                                                         | Favorite Asian Idol                           | Super Junior           | Lauréat    |        |
| 2013                                                         | Favorite Asian Idol                           | Super Junior           | Lauréat    |        |
| World Music Awards                                           |                                               |                        |            |        |
| 2013                                                         | World's Best Group                            | Super Junior           | Nomination | [ 52 ] |
| 2013                                                         | Best Live Act                                 | Super Junior           | Lauréat    | [ 52 ] |
| 2014                                                         | World's Best Group                            | Super Junior           | Nomination | [ 52 ] |
| 2014                                                         | World's Best Album                            | Swing - Super Junior-M | Nomination | [ 52 ] |
| Tower Records Japan K-pop Lovers Awards                      |                                               |                        |            |        |
| 2012                                                         | Disk Daesang                                  | Sexy, Free & Single    | Lauréat    | [ 53 ] |
| You2Play Awards 2013                                         |                                               |                        |            |        |
| 2013                                                         | Favorite Asian Artist                         | Super Junior           | Lauréat    | [ 54 ] |
| 2013                                                         | Favorite Asian Music Video                    | Super Junior           | Lauréat    | [ 54 ] |
| Anugerah Bintang Popular Berita Harian Awards (ABPBH Awards) |                                               |                        |            |        |
| 2011                                                         | Most Popular Asian Celebrity                  | Super Junior           | Lauréat    | [ 55 ] |
| YinYueTai V-Chart Awards                                     |                                               |                        |            |        |
| 2013                                                         | Best Korean Group                             | Super Junior           | Lauréat    |        |
| 2013                                                         | Most Popular Korean Artist                    | Super Junior           | Lauréat    |        |
| 2014                                                         | Top Group (Corée)                             | Super Junior           | Lauréat    |        |
| 2014                                                         | Most Favourite Artist                         | Super Junior           | Lauréat    |        |
| MTV Italy Awards                                             |                                               |                        |            |        |
| 2013                                                         | Artist Saga                                   | Super Junior           | Nomination |        |
| 2014                                                         | Best Artist From The World                    | Super Junior           | Lauréat    |        |
| J'Fest Awards                                                |                                               |                        |            |        |
| 2013                                                         | Best Boy Band                                 | Super Junior           | Nomination |        |
| MTV Taiwan Awards                                            |                                               |                        |            |        |
| 2010                                                         | K-Pop Star of The Year                        | Super Junior           | Lauréat    |        |
| 2012                                                         | Kings of Hallyu Wave                          | Super Junior           | Lauréat    |        |
| 2012                                                         | Artist with Most Memorable Concert            | Super Junior           | Lauréat    |        |
| 2013                                                         | Most Influentional K-Pop Star                 | Super Junior           | Lauréat    |        |
| Gaon Weibo Chart Awards                                      |                                               |                        |            |        |
| 2014                                                         | Gaon Weibo Chart Group Award                  | Super Junior           | Lauréat    | [ 57 ] |
| Premios Paoli (Puerto Rico)                                  |                                               |                        |            |        |
| 2014                                                         | K-Pop Artist of the Year                      | Super Junior           | Lauréat    |        |
| Red Dot Design Awards                                        |                                               |                        |            |        |
| 2014                                                         | Communication Design Award Package            | Super Junior           | Lauréat    | [ 58 ] |
| Hollywood Music Awards                                       |                                               |                        |            |        |
| 2015                                                         | Global Artist                                 | Super Junior           | Lauréat    | [ 59 ] |
| Hwajung Celebrity Awards                                     |                                               |                        |            |        |
| 2015                                                         | Global Best Group                             | Super Junior           | Lauréat    | [ 60 ] |
| Teen Choice Awards                                           |                                               |                        |            |        |
| 2015                                                         | Choice International Artist                   | Super Junior           | Lauréat    | [ 61 ] |
| 2015                                                         | Choice Fandom                                 | Super Junior           | Lauréat    | [ 61 ] |

## Programmes de classements musicaux

### Inkigayo
| Année | Date         | Chanson        |
| ----- | ------------ | -------------- |
| 2006  | 25 juin      | "U"            |
| 2006  | 9 juillet    | "U"            |
| 2006  | 16 juillet   | "U"            |
| 2006  | 20 août      | "Dancing Out"  |
| 2007  | 21 octobre   | "Don't Don"    |
| 2009  | 29 mars      | "Sorry, Sorry" |
| 2009  | 5 avril      | "Sorry, Sorry" |
| 2009  | 12 avril     | "Sorry, Sorry" |
| 2009  | 7 juin       | "It's You"     |
| 2010  | 30 mai       | "Bonamana"     |
| 2010  | 6 juin       | "Bonamana"     |
| 2010  | 13 juin      | "Bonamana"     |
| 2010  | 11 juillet   | "No Other"     |
| 2011  | 21 août      | "Mr. Simple"   |
| 2011  | 28 août      | "Mr. Simple"   |
| 2011  | 4 septembre  | "Mr. Simple"   |
| 2014  | 14 septembre | "Mamacita"     |
| 2014  | 21 septembre | "Mamacita"     |

### Music Bank
| Année | Date         | Chanson               |
| ----- | ------------ | --------------------- |
| 2009  | 27 mars      | "Sorry, Sorry"        |
| 2009  | 24 avril     | "Sorry, Sorry"        |
| 2009  | 1er mai      | "Sorry, Sorry"        |
| 2009  | 8 mai        | "Sorry, Sorry"        |
| 2009  | 15 mai       | "Sorry, Sorry"        |
| 2009  | 22 mai       | "It's You"            |
| 2010  | 21 mai       | "Bonamana"            |
| 2010  | 28 mai       | "Bonamana"            |
| 2010  | 4 juin       | "Bonamana"            |
| 2010  | 9 juillet    | "No Other"            |
| 2011  | 12 août      | "Mr. Simple"          |
| 2011  | 19 août      | "Mr. Simple"          |
| 2011  | 26 août      | "Mr. Simple"          |
| 2011  | 2 septembre  | "Mr. Simple"          |
| 2011  | 9 septembre  | "Mr. Simple"          |
| 2012  | 20 juillet   | "Sexy, Free & Single" |
| 2012  | 27 juillet   | "Sexy, Free & Single" |
| 2014  | 12 septembre | "Mamacita"            |
| 2014  | 19 septembre | "Mamacita"            |

### M! Countdown
| Année | Date         | Chanson               |
| ----- | ------------ | --------------------- |
| 2006  | 6 juillet    | "U"                   |
| 2006  | 20 juillet   | "U"                   |
| 2006  | 31 août      | "Dancing Out"         |
| 2007  | 1er novembre | "Don't Don"           |
| 2009  | 9 avril      | "Sorry, Sorry"        |
| 2009  | 23 avril     | "Sorry, Sorry"        |
| 2011  | 11 août      | "Mr. Simple"          |
| 2011  | 18 août      | "Mr. Simple"          |
| 2011  | 25 août      | "Mr. Simple"          |
| 2012  | 12 juillet   | "Sexy, Free & Single" |
| 2012  | 19 juillet   | "Sexy, Free & Single" |
| 2012  | 26 juillet   | "Sexy, Free & Single" |
| 2014  | 11 septembre | "Mamacita"            |

### Show! Music Core
| Année | Date         | Chanson    |
| ----- | ------------ | ---------- |
| 2014  | 13 septembre | "Mamacita" |
| 2014  | 20 septembre | "Mamacita" |

### Show Champion
| Année | Date         | Chanson               |
| ----- | ------------ | --------------------- |
| 2012  | 10 juillet   | "Sexy, Free & Single" |
| 2012  | 17 juillet   | "Sexy, Free & Single" |
| 2012  | 24 juillet   | "Sexy, Free & Single" |
| 2014  | 10 septembre | "Mamacita"            |
| 2014  | 17 septembre | "Mamacita"            |